# Marina Perzy

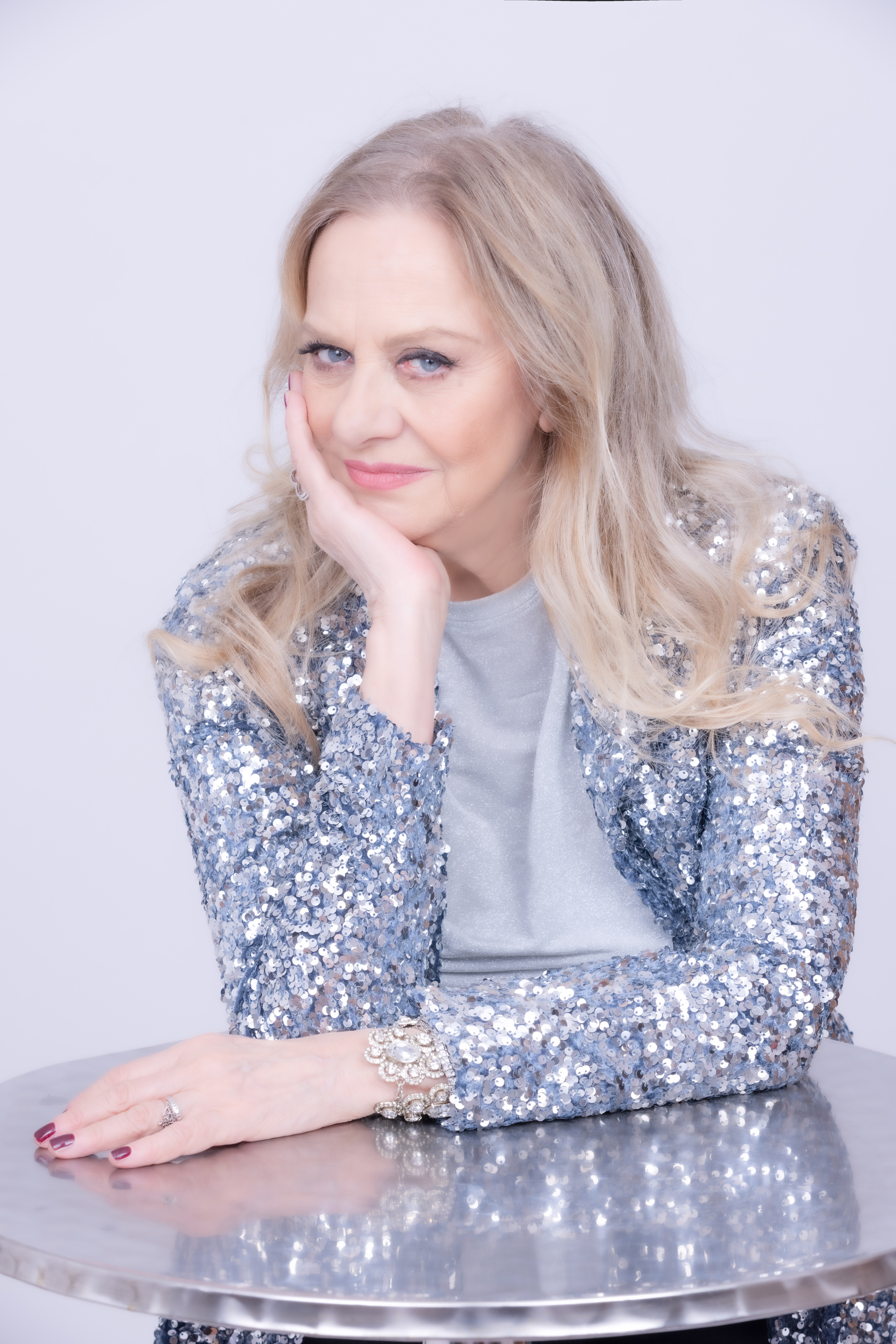
Marina Perzy nel 2024

Marina Perzy (Milano, 30 agosto 1955) è una showgirl, attrice e conduttrice televisiva italiana.

## Biografia

### Carriera artistica
Ha esordito in televisione alla Rai; dopo un primo provino con Pippo Baudo, venne poi scelta per l'edizione di Domenica in del 1978-1979, condotta da Corrado. Successivamente, in Un soldo, due soldi (1981), primo settimanale televisivo per i consumatori su Rai 2, è stata attrice comica del programma giornalistico in diretta. Sempre nel 1981, per Tutti insieme (Rai 1), è stata cantante corista per Gianni Morandi.
È stata inviata per i collegamenti esterni di Fantastico 3 del 1982. Nel 1981 per Rai 2 a Gran Canal, è stata una delle attrici insieme a Tullio Solenghi e Anna Mazzamauro. Nel 1983 ha condotto con Claudio Cecchetto il primo Festivalbar di Canale 5; nel 1984 ha presentato invece con Giancarlo Dettori Giallo sera, un programma a metà strada tra serie tv e quiz sul cinema in onda su Rai 1.
In Brasile ha partecipato al programma Il paese della cuccagna (1987), come conduttrice per l'emittente Rede Globo-Telemontecarlo. Fra le sue numerose partecipazioni televisive si ricordano inoltre:
- Un mondo nel pallone (Rai 1), nella redazione e programmista, con Gianni Minà (1990)
- La Domenica Sportiva (Rai 1), con Gianni Minà, nel ruolo di conduttrice e giornalista (1991-92)
- Unomattina (Rai 1), come inviata sia all'estero che in Italia (1992)
- Ristorante Italia (Rai 2), come conduttrice accanto a Gualtiero Marchesi e, in seguito, a Davide Oldani (1993)
- Detto tra noi (Rai 2), come inviata, servizi esterni (1994)

Dal 2010 al 2014 è stata autrice e conduttrice per la tv satellitare Leonardo del format Trattative riservate, un programma sulle case di lusso in vendita per il mondo. 
Ha anche ideato e condotto alcuni talk-show radiofonici su Radio 2 e Radio 101, incentrati soprattutto sui sentimenti e sulla spiritualità.

### Altre attività
Pilota di rally per quattro anni, ha ottenuto il 3º posto nel Campionato Italiano del 1988. 
In qualità di giornalista pubblicista, ha collaborato negli anni con varie testate come Marco Polo e Casa & Stili.

## Vita privata
Si è sposata a 18 anni con un coetaneo di origine austriaca, Roberto Perzy, all'epoca calciatore della primavera dell'Inter, divenuto poi imprenditore. Nel 1974 è nato il loro figlio Pier Roberto Perzy. Il matrimonio è durato 4 anni, per poi concludersi con una separazione. Negli anni ottanta è stata sentimentalmente legata al cantautore Mario Lavezzi, al calciatore Walter Zenga  e a Stefano Casiraghi.

## Filmografia

### Cinema
- La fine è nota, regia di Cristina Comencini (1993)
- L'amico di Wang, regia di Carl Haber (1997)
- Simpatici & antipatici, regia di Christian De Sica (1998)

### Televisione
- Un bambino in fuga - Tre anni dopo – miniserie TV, episodio 3 (1991)
- Un inviato molto speciale – serie TV, episodio 1x05 (1992)
- Un posto freddo in fondo al cuore, regia di Sauro Scavolini – film TV (1992)
- Pronto soccorso – miniserie TV, 4 episodi (1992)
- I Cesaroni – serie TV, episodio 2x25 (2008)

## Teatro
- L'impareggiabile monsieur Landru, regia di Eros Macchi, con Enrico Beruschi (1980)
- Pigiama per sei, con Silvio Spaccesi e Giuditta Saltarini (1993)
- La conversazione continuamente interrotta, di Ennio Flaiano (1996)

## Radio
- Angeli nella notte – Network Radio 101 - talk show sulla spiritualità, ideatrice e conduttrice (1998-2000)
- Amarsi un po' per la Mezzanotte di Radio2, talk-show sull'amore, conduttrice (2005)

## Libri
- Ho incontrato un Angelo, Armenia
- Le 10 regole per attrarre il partner, Armenia

## Discografia
- 1981 – E-op!/Ancora Un Po' (Di Più) (WEA, T 18888)
- 1985 – Splendida/Daylight (Mr. Disc Organization, MD 31053)